# Fondo para Pérdidas y Daños
El Fondo para Pérdidas y Daños, o también, Fondo de Respuesta ante Pérdidas y Daños, es un mecanismo de financiamiento climático dentro del marco de la Convención Marco de las Naciones Unidas sobre el Cambio Climático (CMNUCC o UNFCCC, por sus siglas en inglés) destinado a proporcionar apoyo financiero a los países vulnerables más afectados por el cambio climático, incluidos los fenómenos meteorológicos extremos y los fenómenos de evolución lenta.
El Fondo se centra en cerrar las brechas prioritarias dentro del panorama actual de instituciones que financian actividades relacionadas con la respuesta ante pérdidas y daños, ya sean globales, regionales o nacionales. Por ello, su fin es proporcionar apoyo complementario y adicional, así como mejorar la rapidez y la idoneidad del acceso a la financiación para responder a pérdidas y daños en países en desarrollo vulnerables al cambio climático.
El apoyo brindado por el fondo podrá ser para responder tanto a pérdidas económicas como no económicas y daños asociados a los efectos adversos del cambio climático. Esto puede incluir financiación complementaria a las acciones humanitarias adoptadas después de catástrofes asociadas a fenómenos meteorológicos extremos, financiación para recuperación, reconstrucción o rehabilitación.
Asimismo, el fondo también podrá proporcionar apoyo al desarrollo de planes de respuesta a pérdidas y daños; abordar información y datos climáticos insuficientes; y promover la movilidad humana equitativa, segura y digna en forma de desplazamiento, reubicación y migración en casos de pérdidas y daños temporales o permanentes.

## Historia
Durante la Conferencia de las Naciones Unidas sobre el Cambio Climático 2022 (COP 27), llevada a cabo en Shar el-Sheij, Egipto, se aprobó la idea de financiar las "pérdidas y daños" del cambio climático por medio de la creación de un fondo especial. Este primer acuerdo reconoció la necesidad de financiamiento por parte de diversas fuentes para proporcionar apoyo a los países en desarrollo, particularmente a los más vulnerables a los efectos del cambio climático, en materia de gestión y compensación por los daños asociados a la crisis, tal como sequías, inundaciones, aumento del nivel del mar y otros desastres socio-naturales.
En dicha instancia, no se tomó una decisión sobre quién debía contribuir al fondo, de dónde provendría el dinero ni que países específicos serían los beneficiados. Por ello, se estableció un Comité de Transición sobre la puesta en marcha de los nuevos acuerdos de financiación y del fondo, a fin de que generara recomendaciones para su consideración y adopción. En concreto, este comité debía:
- Establecer los arreglos institucionales del fondo de pérdidas y daños, la modalidad, estructura, gobernanza y lo términos de referencia.
- Definir los elementos de los nuevos mecanismos de financiación.
- Identificar y ampliar las fuentes de financiación.
- Garantizar la coordinación y complementariedad con los mecanismos de financiación ya existentes.[5]

El Comité de Transición se reunió en cinco ocasiones durante 2023 e incluyó todas sus recomendaciones en el documento "Operationalization of the new funding arrangements for responding to loss and damage and the fund established in paragraph 3 of decisions 2/CP.27 and 2/CMA.4". Entre otras cosas, el Comité de Transición recomendó invitar al Banco Mundial a funcionar como sede y depositario del Fondo de Respuesta ante Pérdidas y Daños por un periodo provisional de 4 años.
En noviembre de 2023, la COP 28 en Dubái, Emiratos Árabes Unidos, inició con el acuerdo sobre la puesta en marcha de Fondo de Respuesta ante Pérdidas y Daños. La Unión Europea, Reino Unido y Estados Unidos, entre otros países, anunciaron contribuciones inmediatas al nuevo fondo por un total de alrededor de US$400 millones. Hasta el fin de la COP 28, el fondo ya contaba con 661 millones de dólares comprometidos.
Finalmente, durante una ceremonia llevada a cabo en la COP29 en Bakú, se celebró la firma del Acuerdo de Fideicomiso y del Acuerdo de Sede de la Secretaría entre la Junta del Fondo de Respuesta ante Pérdidas y Daños y el Banco Mundial, así como el Acuerdo del País Anfitrión entre la Junta del Fondo y el país anfitrión de la Junta del Fondo, Filipinas. Con esto, el Fondo ya quedó listo para aceptar contribuciones y se espera que comience a financiar proyectos en 2025.

## Organización
La Junta Directiva del Fondo de Respuesta ante Perdidas y Daños está compuesto por 26 miembros de las Partes en la Convención Marco de las Naciones Unidas sobre el Cambio Climático y el Acuerdo de París, los cuales son designados de acuerdo con la siguiente representación geográfica:
- 12 miembros de países desarrollados;
- 3 miembros de Estados de Asia y el Pacífico;
- 3 miembros de Estados de África;
- 3 miembros de Estados de América Latina y el Caribe;
- 2 miembros de pequeños Estados insulares en desarrollo;
- 2 miembros de los países menos adelantados;
- 1 miembros de un país en desarrollo no incluido en los grupos regionales y circunscripciones anteriores.[10]

## Entrada en funcionamiento
El Consejo de Administración del Fondo de Respuesta a Pérdidas y Daños se reunió por primera vez entre el 30 de abril y el 2 de mayo de 2024 en Abu Dabi, Emiratos Árabes Unidos. Durante esta reunión se realizó la elección de los copresidentes del Consejo y comenzó a trabajarse para definir las modalidades de acceso, instrumentos financieros, facilidades del Fondo, entre otros.
Tal como recomendó el Comité de Transición, el Consejo recién constituido invitó al Banco Mundial a poner en funcionamiento el Fondo de Respuesta ante Pérdidas y Daños como intermediario financiero patrocinado por la misma organización por un periodo provisional de cuatro años.
El enfoque previsto por el Banco Mundial implica que este, como fideicomisario, establecerá y administrará un fondo fiduciario para recibir y retener los fondos aportados por donantes y gestionará estos fondos en espera de instrucciones de la Junta del Fondo de Respuesta ente Pérdidas y Daños. Se pueden recibir contribuciones de una amplia variedad de fuentes, incluyendo donaciones, préstamos con condiciones favorables de fuentes públicas, privadas e innovadoras.
El ente encargado de seleccionar las entidades implementadoras que sean elegibles para recibir financiamiento será la Junta del Fondo, basado en criterios establecidos por la misma. Los seleccionados deben ser países en desarrollo particularmente vulnerables a los efectos adversos del cambio climático, quienes podrán acceder a los recursos del fondo de forma directa, a través de los gobiernos nacionales, y a través de entidades subnacionales, nacionales y regionales o en asociación con entidades acreditadas ante otros fondos como el Fondo de Adaptación, el Fondo para el Medio Ambiente Mundial o el Fondo Verde para el Clima. También podrán tener acceso a pequeñas subvenciones que apoyen a comunidades, pueblos indígenas y grupos vulnerables y sus medios de vida.
Por otra parte, la Junta del Fondo de Respuesta ante Pérdidas y Daños también decidirá sobre las asignaciones de fondos y la celebración de acuerdos de financiación con los beneficiarios, estableciendo los términos y condiciones del financiamiento. Las transferencias directas a las entidades receptora, según las instrucciones de la Junta, las realizará el Banco Mundial.